# Melloicosa
Melloicosa is een geslacht van spinnen uit de familie wolfspinnen (Lycosidae).

## Soorten
De volgende soorten zijn bij het geslacht ingedeeld:
- Melloicosa vittata (Mello-Leitão, 1945)